# Wartenstein (Herrschaft)
Die Herrschaft Wartenstein war eine Grundherrschaft im Viertel unter dem Wienerwald im Erzherzogtum Österreich unter der Enns, dem heutigen Niederösterreich.

## Ausdehnung
Die Herrschaft, zu der auch die Gülte Ratten im Gratzer Kreis und Fröschnitz im Brucker Kreis zählten, umfasste zuletzt die Ortsobrigkeit über Wartenstein, Raach, Schlagel, Sonnleithen, Hart und Grimmenstein. Der Sitz der Verwaltung befand sich im Schloss Wartenstein.

## Geschichte
Letzter Inhaber der Familienfideikommissherrschaft war Karl Rochus Graf von Stella-Caracciolo, als in den Reformen 1848/1849 die Herrschaft aufgelöst wurde.